# هایلندویل (میزوری)
هایلندویل (به انگلیسی: Highlandville) یک شهر در ایالات متحده آمریکا است که در شهرستان کریستین، میزوری واقع شده‌است. هایلندویل ۱۳٫۰۳ کیلومتر مربع مساحت و ۹۱۱ نفر جمعیت دارد و ۴۲۱ متر بالاتر از سطح دریا قرار دارد.